# Alexandre Pantoja
Alexandre Pantoja Passidomo (Río de Janeiro, Brasil, 19 de abril de 1990) es un artista marcial mixto brasileño que actualmente compite en la división de peso mosca de Ultimate Fighting Championship (UFC), donde es el actual campeón del Campeonato Mundial de Peso Mosca de la UFC: Ostentando el título en julio de 2023 y sumando cuatro defensas exitosas. Desde el 1 de julio de 2025, está en la posición #5 del ranking libra por libra de la UFC.
También fue campeón del Campeonato de Peso Mosca de RFA y del Campeonato Inaugural de Peso Mosca de AXS TV.

## Carrera de artes marciales mixtas

### The Ultimate Fighter: Tournament of Champions
El 11 de mayo de 2016 la UFC anunció que los 16 concursantes de la temporada de este TUF serían luchadores campeones de peso mosca de varias organizaciones de todo el mundo, y se espera que el ganador tenga la oportunidad de luchar por el título de peso mosca contra Demetrious Johnson. El reparto se anunció el 20 de julio. Los entrenadores de la temporada eran los antiguos aspirantes al cinturón de peso mosca, Joseph Benavidez y Henry Cejudo, y Pantoja era del equipo Cejudo.
Fue clasificado #1 en el equipo Cejudo, e hizo su primera pelea contra el #16 del equipo Benavidez, Brandon Moreno. Los dos llegaron a interactuar dentro de la casa, incluso con Pantoja hablando portugués y Brandon Moreno hablando español, la similitud entre los idiomas facilitó la comunicación. En el combate, Alexandre Pantoja derrotó a Brandon Moreno por finalización (sumisión) en el segundo asalto. Con esta victoria, Pantoja pasó a los cuartos de final del reality.
Pantoja se enfrentó a su compañero del equipo Cejudo Kai Kara-France en los cuartos de final, derrotándolo por decisión unánime y pasando a las semifinales.
Pantoja se enfrentó a Hiromasa Ougikubo en las semifinales del torneo y fue derrotado por decisión unánime, y pronto se anunció que había sido contratado por la UFC.

### Ultimate Fighting Championship

#### 2017
Pantoja debutó en UFC contra Eric Shelton el 28 de enero de 2017, en UFC on Fox 23. Ganó la pelea por decisión dividida.
Pantoja enfrentó a Neil Seery el 16 de julio de 2017, en UFC Fight Night 113. Ganó la pelea por sumisión en el tercer asalto.

#### 2018
Pantoja enfrentó a Dustin Ortiz el 20 de enero de 2018, en UFC 220. Perdió la pelea por decisión unánime.
Pantoja enfrentó a Brandon Moreno el 19 de mayo de 2018, en UFC Fight Night 129. Ganó la pelea por decisión unánime.
Pantoja enfrentó a Ulka Sasaki el 17 de noviembre de 2018, en UFC Fight Night 140. Ganó la pelea por sumisión en el primer asalto.

#### 2019
Pantoja enfrentó a Wilson Reis el 13 de abril de 2019, en UFC 236. Ganó la pelea por TKO en el primer asalto.
Pantoja enfrentó a Deiveson Figueiredo el 27 de julio de 2019, en UFC 240. Perdió la pelea por decisión unánime. Este pelea lo hizo merecedor de su primer premio de Pelea de la Noche.
Pantoja enfrentó a Matt Schnell el 21 de diciembre de 2019, en UFC Fight Night 165. Ganó la pelea por KO en el primer asalto. Esta victoria lo hizo merecedor de su primer premio de Actuación de la Noche.

#### 2020
Pantoja enfrentó a Askar Askarov el 19 de julio de 2020, en UFC Fight Night 172 . Perdió la pelea por decisión unánime.
Se esperaba que Pantoja enfrentara a Manel Kape el 19 de diciembre de 2020, en UFC Fight Night 183. Sin embargo, se retiró de la pelea a principios de diciembre por razones no reveladas. La pelea finalmente se llevó a cabo el 6 de febrero de 2021, en UFC Fight Night 184. Ganó la pelea por decisión unánime.

#### 2021
Pantoja enfrentó a Brandon Royval el 21 de agosto de 2021, UFC on ESPN 29. Ganó la pelea por sumisión en el segundo asalto. Esta victoria lo hizo merecedor de su segundo premio de Actuación de la Noche. Pantoja a pelear por el título del peso mosca de la UFC, pero una lesión de rodilla lo obligó a retirarse.

#### 2022
Pantoja enfrentó a Alex Perez el 30 de julio de 2022, en UFC 277. Ganó la pelea por sumisión en el primer asalto. Esta victoria lo hizo merecedor de su tercer premio de Actuación de la Noche.

#### Campeonato Mundial de Peso Mosca de UFC

##### 2023
Pantoja enfrentó a Brandon Moreno por el Campeonato de Peso Mosca de la UFC el 8 de julio de 2023, en UFC 290. Ganó la pelea por decisión dividida, convirtiéndose en el nuevo Campeón de Peso Mosca de la UFC. Esta pelea lo hizo lo hizo merecedor de su segundo premio de Pelea de la Noche.
Pantoja hizo la primera defensa de su título en una revancha contra Brandon Royval el 16 de diciembre de 2023, at UFC 296. Ganó la pelea por decisión unánime.

##### 2024
Pantoja hizo la segunda defensa de su título contra Steve Erceg el 4 de mayo de 2024, en UFC 301. Pantoja ganó la pelea por decisión unánime.

## Vida personal
Pantoja está casado y tiene dos hijos. Después de ganar el Campeonato de peso mosca de UFC en UFC 290, Pantoja reveló en la entrevista posterior a la pelea que su padre había abandonado a su familia, dejando a su madre sola para criarlo a él y a sus dos hermanos, y (frente a la cámara) le preguntó a su padre ausente si él estaba orgulloso de él ahora.

## Campeonatos y logros
- Ultimate Fighting Championship
  - Campeonato Mundial de Peso Mosca de la UFC (Una vez; actual)
    - Tres defensas titulares exitosas
    - Segunda mayor cantidad de victorias en peleas titulares en la historia de la división de peso mosca de UFC (4)[49]

  - Pelea de la Noche (Dos veces) vs. Deiveson Figueiredo y Brandon Moreno[24][50]
  - Actuación de la Noche (Tres veces) vs. Matt Schnell, Brandon Royval y Alex Perez[26][51][52]
    - Empatado (con Kai Kara-France) por la tercera mayor cantidad de bonos post-pelea en la historia de la división de peso mosca de UFC (5)[53]

  - Empatado (con Joseph Benavidez y Brandon Moreno) por la tercera mayor cantidad de finalizaciones en la historia de la división de peso mosca de UFC (6)[53]
  - Empatado (con Joseph Benavidez y Muhammad Mokaev) por la segunda racha de victorias más larga en la historia de la división de peso mosca de UFC (6)
  - Tercera mayor cantidad de victorias en la historia de la división de peso mosca de UFC (12)[53]
  - Empatado (con Demetrious Johnson) por la quinta mayor cantidad de peleas en la historia de la división de peso mosca de UFC (15)
  - Quinta mayor cantidad de derribos conectados en la historia de la división de peso mosca de UFC (34)
  - Tercera mayor cantidad de golpes signifitcativos en la historia de la división de peso mosca de UFC (861)
    - Quinto mayor cantidad de golpes totales en la historia de la división de peso mosca de UFC (1058)

  - Empatado (con Muhammad Mokaev) por la segunda mayor cantidad de sumisiones en la historia de la división de peso mosca de UFC (4)[53]
    - Empatado (con Ray Borg) por la sexta mayor cantidad de intentos de sumisión en la historia de la división de peso mosca de UFC (11)
- MMAJunkie.com
  - Pelea del Mes de julio de 2019 vs. Deiveson Figueiredo[54]

## Récord en artes marciales mixtas
| Récord profesional | Récord profesional | Récord profesional |
| 35 peleas          | 30 victorias       | 5 derrotas         |
| ------------------ | ------------------ | ------------------ |
| Nocaut             | 8                  | 0                  |
| Sumisión           | 12                 | 0                  |
| Decisión           | 10                 | 5                  |

| Resultado | Récord | Oponente                   | Método                            | Evento                                       | Fecha                    | Ronda | Tiempo | Localización              | Notas                                                               |
| --------- | ------ | -------------------------- | --------------------------------- | -------------------------------------------- | ------------------------ | ----- | ------ | ------------------------- | ------------------------------------------------------------------- |
| Victoria  | 30–5   | Kai Kara-France            | Sumisión (rear-naked choke)       | UFC 317                                      | 28 de junio de 2025      | 3     | 1:55   | Las Vegas                 | Defendió el Campeonato de Peso Mosca de UFC. Actuación de la noche. |
| Victoria  | 29–5   | Kai Asakura                | Sumisión (rear-naked choke)       | UFC 310                                      | 7 de diciembre de 2024   | 2     | 2:05   | Las Vegas, Nevada         | Defendió el Campeonato de Peso Mosca de UFC. Actuación de la noche. |
| Victoria  | 28–5   | Steve Erceg                | Decisión (unánime)                | UFC 301                                      | 4 de mayo de 2024        | 5     | 5:00   | Río de Janeiro            | Defendió el Campeonato de Peso Mosca de UFC.                        |
| Victoria  | 27–5   | Brandon Royval             | Decisión (unánime)                | UFC 296                                      | 16 de diciembre de 2023  | 5     | 5:00   | Las Vegas, Nevada         | Defendió el Campeonato de Peso Mosca de UFC.                        |
| Victoria  | 26–5   | Brandon Moreno             | Decisión (dividida)               | UFC 290                                      | 8 de julio de 2023       | 5     | 5:00   | Las Vegas, Nevada         | Ganó el Campeonato de Peso Mosca de UFC. Pelea de la Noche.         |
| Victoria  | 25–5   | Alex Perez                 | Sumisión (neck crank)             | UFC 277                                      | 30 de julio de 2022      | 1     | 1:31   | Dallas, Texas             | Actuación de la Noche.                                              |
| Victoria  | 24–5   | Brandon Royval             | Sumisión (rear-naked choke)       | UFC on ESPN: Cannonier vs. Gastelum          | 21 de agosto de 2021     | 2     | 1:46   | Las Vegas, Nevada         | Actuación de la Noche.                                              |
| Victoria  | 23–5   | Manel Kape                 | Decisión (unánime)                | UFC Fight Night: Overeem vs. Volkov          | 6 de febrero de 2021     | 3     | 5:00   | Las Vegas, Nevada         |                                                                     |
| Derrota   | 22–5   | Askar Askarov              | Decisión (unánime)                | UFC Fight Night: Figueiredo vs. Benavidez 2  | 19 de julio de 2020      | 3     | 5:00   | Abu Dhabi                 |                                                                     |
| Victoria  | 22–4   | Matt Schnell               | KO (golpes)                       | UFC Fight Night: Edgar vs. The Korean Zombie | 21 de diciembre de 2019  | 1     | 4:17   | Busan                     | Actuación de la Noche.                                              |
| Derrota   | 21–4   | Deiveson Figueiredo        | Decisión (unánime)                | UFC 240                                      | 27 de julio de 2019      | 3     | 5:00   | Edmonton, Alberta         | Pelea de la Noche.                                                  |
| Victoria  | 21–3   | Wilson Reis                | TKO (golpes)                      | UFC 236                                      | 13 de abril de 2019      | 1     | 2:58   | Atlanta, Georgia          |                                                                     |
| Victoria  | 20–3   | Ulka Sasaki                | Sumisión (rear-naked choke)       | UFC Fight Night: Magny vs. Ponzinibbio       | 17 de noviembre de 2018  | 1     | 2:18   | Buenos Aires              |                                                                     |
| Victoria  | 19-3   | Brandon Moreno             | Decisión (unánime)                | UFC Fight Night: Maia vs. Usman              | 19 de mayo de 2018       | 3     | 5:00   | Santiago de Chile         |                                                                     |
| Derrota   | 18–3   | Dustin Ortiz               | Decisión (unánime)                | UFC 220                                      | 20 de enero de 2018      | 3     | 5:00   | Boston, Massachusetts     |                                                                     |
| Victoria  | 18–2   | Neil Seery                 | Sumisión (rear-naked choke)       | UFC Fight Night: Nelson vs. Ponzinibbio      | 16 de julio de 2017      | 3     | 2:31   | Glasgow                   |                                                                     |
| Victoria  | 17–2   | Eric Shelton               | Decisión (dividida)               | UFC on Fox: Shevchenko vs. Peña              | 28 de enero de 2017      | 3     | 5:00   | Denver, Colorado          |                                                                     |
| Victoria  | 16–2   | Damacio Page               | Sumisión técnica (triangle choke) | AXS TV Fights: RFA vs. Legacy FC 1           | 5 de agosto de 2015      | 2     | 5:00   | Tunica Resorts, Misisipi  | Ganó el Campeonato Inaugural de Peso Mosca de AXS TV.               |
| Victoria  | 15–2   | Matt Manzanares            | Sumisión (rear-naked choke)       | RFA 18: Manzanares vs. Pantoja               | 9 de diciembre de 2014   | 2     | 2:38   | Albuquerque, Nuevo México | Ganó el Campeonato de Peso Mosca de RFA.                            |
| Victoria  | 14–2   | Lincoln de Sá Oliveira     | Decisión (unánime)                | Shooto Brazil 45                             | 20 de diciembre de 2013  | 3     | 5:00   | Río de Janeiro            |                                                                     |
| Victoria  | 13–2   | Daniel Araújo              | Sumisión (rear-naked choke)       | Watch Out Combat Show 31                     | 1 de noviembre de 2013   | 1     | 2:13   | Río de Janeiro            | Semifinal del torneo de peso mosca de WOCS.                         |
| Victoria  | 12–2   | Rodrigo Favacho dos Santos | Sumisión (rear-naked choke)       | MMA Fight Show - Summer Edition              | 16 de marzo de 2013      | 1     | 4:29   | Arraial do Cabo           |                                                                     |
| Victoria  | 11–2   | Lincoln de Sá Oliveira     | Decisión (unánime)                | Shooto Brazil 32                             | 14 de julio de 2012      | 3     | 5:00   | Río de Janeiro            |                                                                     |
| Victoria  | 10–2   | Sandro Gemaque de Souza    | KO (golpes)                       | Fatality Arena Fight Night 1                 | 9 de diciembre de 2011   | 3     | 3:58   | Niterói                   |                                                                     |
| Victoria  | 9–2    | Samuel de Souza            | TKO (codazos y golpes)            | WFC 4 - Pretorian                            | 22 de diciembre de 2010  | 1     | 1:23   | Río de Janeiro            |                                                                     |
| Victoria  | 8–2    | Bruno Azevedo              | Sumisión (rear-naked choke)       | Shooto Brazil 18                             | 17 de septiembre de 2010 | 1     | N/A    | Brasilia                  |                                                                     |
| Derrota   | 7–2    | Jussier Formiga            | Decisión (unánime)                | Shooto Brazil 16                             | 12 de junio de 2010      | 3     | 5:00   | Río de Janeiro            |                                                                     |
| Victoria  | 7–1    | Ralph Alves                | Decisión (dividida)               | Watch Out Combat Show 6                      | 12 de diciembre de 2009  | 3     | 5:00   | Río de Janeiro            |                                                                     |
| Victoria  | 6–1    | Magno Alves                | KO (puñetazo)                     | Watch Out Combat Show 5                      | 27 de septiembre de 2009 | 1     | N/A    | Río de Janeiro            |                                                                     |
| Victoria  | 5–1    | Michael William Costa      | Decisión (unánime)                | Shooto Brazil 13                             | 27 de agosto de 2009     | 3     | 5:00   | Fortaleza                 |                                                                     |
| Victoria  | 4–1    | Bruno Moreno               | TKO (parada médica)               | Shooto Brazil 12                             | 30 de mayo de 2009       | 3     | 4:09   | Río de Janeiro            |                                                                     |
| Victoria  | 3–1    | Gabriel Wolff              | TKO (parada médica)               | Shooto Brazil 11                             | 28 de febrero de 2009    | 3     | 5:00   | Río de Janeiro            |                                                                     |
| Derrota   | 2–1    | William Vianna             | Decisión (dividida)               | Watch Out Combat Show 2                      | 25 de septiembre de 2008 | 3     | 5:00   | Río de Janeiro            |                                                                     |
| Victoria  | 2–0    | Peterson Malfort           | KO (golpes)                       | Rocinha Fight                                | 2 de agosto de 2008      | 2     | 5:00   | Río de Janeiro            |                                                                     |
| Victoria  | 1–0    | Antônio Carlos             | Sumisión (armbar)                 | Hikari Fight                                 | 21 de julio de 2007      | 1     | 5:00   | Río de Janeiro            |                                                                     |

## Peleas en Pay-per-view
| N.º | Evento  | Pelea               | Fecha                  | Sede           | Ciudad                 | Compras de PPV |
| --- | ------- | ------------------- | ---------------------- | -------------- | ---------------------- | -------------- |
| 1.  | UFC 301 | Pantoja vs. Erceg   | 4 de mayo de 2024      | Farmasi Arena  | Río de Janeiro, Brasil | No divulgado   |
| 2.  | UFC 310 | Pantoja vs. Asakura | 7 de diciembre de 2024 | T-Mobile Arena | Las Vegas, USA         | No divulgado   |